# Копти (Черниговская область)
Ко́пти (укр. Кіпті) — село в Черниговском районе Черниговской области Украины, административный центр Коптевской сельской общины. До 2015 года было центром Коптивского сельсовета, до 17 июля 2020 года было на территории ныне упразднённого Козелецкого района. Население — 713 человек. Занимает площадь 2,297 км².
Код КОАТУУ: 7422083301. Почтовый индекс: 17050. Телефонный код: +380 4646.
В селе родился Герой Советского Союза Тимофей Пинчук.

## Власть
До 2015 года орган местного самоуправления — Коптевский сельский совет. Почтовый адрес: 17050, Черниговская обл., Козелецкий р-н, с. Копти, ул. Славянская, 51а.